# Авіамодельний спорт
Авіамодельний спорт — технічний вид спорту, в якому учасники змагаються у конструюванні та виготовленні моделей літальних апаратів (планерів, літаків, вертольотів, ракет тощо) та в керуванні ними при польотах на швидкість, дальність, тривалість польоту та у виконанні фігур вищого пілотажу.
На міжнародному рівні авіамодельний спорт керується Міжнародною федерацією авіаспорту FAI, котра встановлює класифікацію, правила та порядок проведення змагань.
В США існує також Академія авіаційних моделей (Academy of Model Aeronautics, AMA), що встановлює свою класифікацію моделей.
Під егідою FAI проводяться міжнародні змагання.